# جان استوارت اندرسون
جان استوارت اندرسون (انگلیسی: John Stuart Anderson؛ ۹ ژانویهٔ ۱۹۰۸ – ۲۵ دسامبر ۱۹۹۰) یک شیمی‌دان اهل بریتانیا بود. 